# Finale della Coppa dei Campioni 1966-1967
La finale della 12ª edizione di Coppa dei Campioni si disputò il 25 maggio 1967 presso l'Estádio Nacional di Oeiras, nel distretto di Lisbona, tra gli scozzesi del Celtic e gli italiani dell'Inter. All'incontro assistettero circa 45 000 spettatori. Il match, arbitrato dal tedesco occidentale Kurt Tschenscher, vide la vittoria per 2-1 della squadra britannica.

## Le squadre
| Squadre | Partecipazioni precedenti (il grassetto indica la vittoria) |
| ------- | ----------------------------------------------------------- |
| Inter   | 2 (1964, 1965)                                              |
| Celtic  | Nessuna                                                     |

## Il cammino verso la finale
Il Celtic di Jock Stein esordì al primo turno contro gli svizzeri dello Zurigo, vincendo con un risultato complessivo di 5-0. Agli ottavi di finale i Celts sconfissero agilmente il Nantes sia all'andata che al ritorno col risultato di 3-1. Ai quarti i biancoverdi persero la partita d'andata contro il Vojvodina 1-0 per poi ribaltare il risultato al Celtic Park con un gol allo scadere di Billy McNeill. In semifinale fu la volta dei cecoslovacchi del Dukla Praha a dover fare strada a quelli che poi sarebbero stati ricordati come i Lisbon Lions.
L'Inter di Helenio Herrera iniziò il cammino europeo contro i sovietici del Torpedo Mosca, che superò con difficoltà vincendo 1-0 a Milano e pareggiando 0-0 a Mosca. Agli ottavi i nerazzurri superarono agilmente i campioni d'Ungheria del Vasas con un 4-1 totale. Ai quarti di finale fu la volta dei campioni in carica del Real Madrid, che deluse molto le aspettative dei propri tifosi arrendendosi a San Siro per 1-0 e al Bernabéu per 2-0. Più combattuta fu la sfida in semifinale con i bulgari del CSKA Sofia; le partite di andata e ritorno si conclusero entrambe con il risultato di 1-1, sicché fu necessario uno spareggio per sancire il vincitore: ebbero la meglio gli interisti che si imposero 1-0.

## La partita
A Lisbona, in un clima torrido e afoso, va in scena la prima finale di Coppa dei Campioni con protagonista una squadra d'oltremanica. L'Inter, che due anni prima aveva conquistato il suo secondo trofeo, ha i favori del pronostico contro un avversario all'esordio in competizioni internazionali, ma lamenta l'assenza del suo miglior giocatore, il pallone d'oro  Luis Suárez, sostituito dal veterano Bicicli, con pochissime presenze da titolare e di Jair. I Nerazzurri partono subito forte e dopo appena sei minuti Renato Cappellini viene steso in area e Sandro Mazzola trasforma il calcio di rigore assegnato dall'arbitro Tschenscher.
Nella ripresa i calciatori dell'Inter calano sotto il piano fisico, complice il caldo della capitale lusitana e la "gara 3" giocata qualche settimana prima con il CSKA Sofia, e lasciano giocare il Celtic che si rende pericoloso più volte con i terzini Jim Craig e Tommy Gemmell, che macinano gioco sulle fasce e proprio da loro parte l'azione del pareggio: cross di Craig e siluro di Gemmell che trafigge Giuliano Sarti. A sette minuti dal termine arriva poi il sigillo di Stevie Chalmers che di fatto chiude il ciclo della Grande Inter e apre quello dei Lisbon Lions.

## Tabellino
| Arbitro: | Kurt Tschenscher |

|                          |           |                   |
| Gemmell 63’ Chalmers 84’ | Marcatori | 7’ (rig.) Mazzola |

| Celtic | Internazionale |

| Celtic      |    |                 |
|             |    |                 |
| P           | 1  | Ronnie Simpson  |
| D           | 2  | Jim Craig       |
| D           | 3  | Tommy Gemmell   |
| C           | 4  | Bobby Murdoch   |
| D           | 5  | Billy McNeill   |
| D           | 6  | John Clark      |
| A           | 7  | Jimmy Johnstone |
| A           | 8  | William Wallace |
| A           | 9  | Steve Chalmers  |
| C           | 10 | Bertie Auld     |
| A           | 11 | Bobby Lennox    |
| Allenatore: |    |                 |
| Jock Stein  |    |                 |

| Inter           |    |                    |
|                 |    |                    |
| P               | 1  | Giuliano Sarti     |
| D               | 2  | Tarcisio Burgnich  |
| D               | 3  | Giacinto Facchetti |
| C               | 4  | Gianfranco Bedin   |
| D               | 5  | Aristide Guarneri  |
| D               | 6  | Armando Picchi     |
| A               | 7  | Angelo Domenghini  |
| C               | 8  | Sandro Mazzola     |
| A               | 9  | Renato Cappellini  |
| A               | 10 | Mauro Bicicli      |
| C               | 11 | Mario Corso        |
| Allenatore:     |    |                    |
| Helenio Herrera |    |                    |